# Fosinopril
El fosinopril, vendido bajo la marca Monopril entre otras, es un medicamento utilizado para tratar la hipertensión arterial, la insuficiencia cardíaca y la enfermedad renal diabética. Es uno de los agentes de primera línea para la hipertensión arterial. Se toma por vía oral .
Los efectos secundarios comunes incluyen tos, náuseas y mareos.  Otros efectos secundarios pueden incluir presión arterial baja, problemas hepáticos, reacciones alérgicas, niveles altos de potasio y problemas renales. Su uso durante el embarazo puede dañar al bebé. Es un inhibidor de la enzima convertidora de angiotensina.
El fosinopril se patentó en 1980 y su uso médico se aprobó en 1991.  Está disponible como medicamento genérico.  En el Reino Unido, 4 semanas de 20 mg cuestan al NHS alrededor de 2 libras esterlinas a partir de 2021. Esta cantidad en Estados Unidos cuesta alrededor de 10 dólares estadounidenses.